# 鷹屋清次
鷹屋 清次（たかや きよつぐ）は、安土桃山時代から江戸時代前期にかけての武士。長州藩士。

## 生涯
慶長2年（1597年）、龍造寺四家の一つである諫早鍋島家の諫早清直の三男として誕生。慶長15年（1610年）12月29日、毛利就隆の加冠状を受けて元服する。
元和2年（1616年）1月27日に兄・清信が男子のいないまま死去したため、弟の清次が家督を相続。元和5年（1619年）12月26日、毛利秀就から「清左衛門尉」の官途名を与えられる。
その後、毛利秀就、綱広の二代に仕え、寛文13年（1673年）8月2日に死去。享年77。長男・清如が家督を相続した。